# François Anneessens
Pour les articles homonymes, voir Anneessens.
François Anneessens, né Frans Anneessens à Bruxelles en 1660, fabricant de chaises en cuir d'Espagne, doyen de la Nation de Saint-Christophe, élu doyen du corps de  métier des Quatre Couronnés, corporation réunissant les sculpteurs, les tailleurs de pierre, les maçons, les ardoisiers et les chaisiers. Il fut également chef-doyen (overdeken) du Grand Serment des Arbalétriers et syndic de la Nation de Saint-Nicolas. Accusé d'être le principal instigateur des émeutes qui ont eu lieu à Bruxelles en 1717, il est arrêté sur ordre du marquis de Prié, gouverneur des Pays-Bas autrichiens et, après procès, exécuté en public sur la Grand-Place en 1719.

## Contexte historique
En 1713, à la suite de la guerre de Succession d'Espagne et au traité d'Utrecht qui y met fin, les provinces des Pays-Bas du sud dont l'ancien duché de Brabant, passent de la domination espagnole, à celle de l'Autriche.
La guerre qui durant plus de dix ans a opposé la plupart des nations de l'ouest de l'Europe et dont certaines batailles ont eu le Brabant pour cadre (bataille de Ramillies), a épuisé les ressources. L'économie est en piteux état, pour entretenir leurs armées, les princes ont largement sollicité les populations. Le nouvel État doit compter avec les garnisons hollandaises cantonnées au sein de huit places fortes sur son territoire dont il doit assurer l'entretien et avec les flottes hollandaises et anglaises qui en bloquant l'Escaut et en appliquant des droits de douane exagérés, asphyxient les villes commerçantes des Flandres et du Brabant, sans compter avec les soldats démobilisés qui se livrent au pillage.
À la fin de 1716, le marquis de Prié, ministre plénipotentiaire qui fait fonction de gouverneur au nom de l'empereur Charles VI, impose de nouvelles taxes et impôts aux villes qu'il gouverne, il remet en cause les droits et privilèges qui leur ont été accordés.

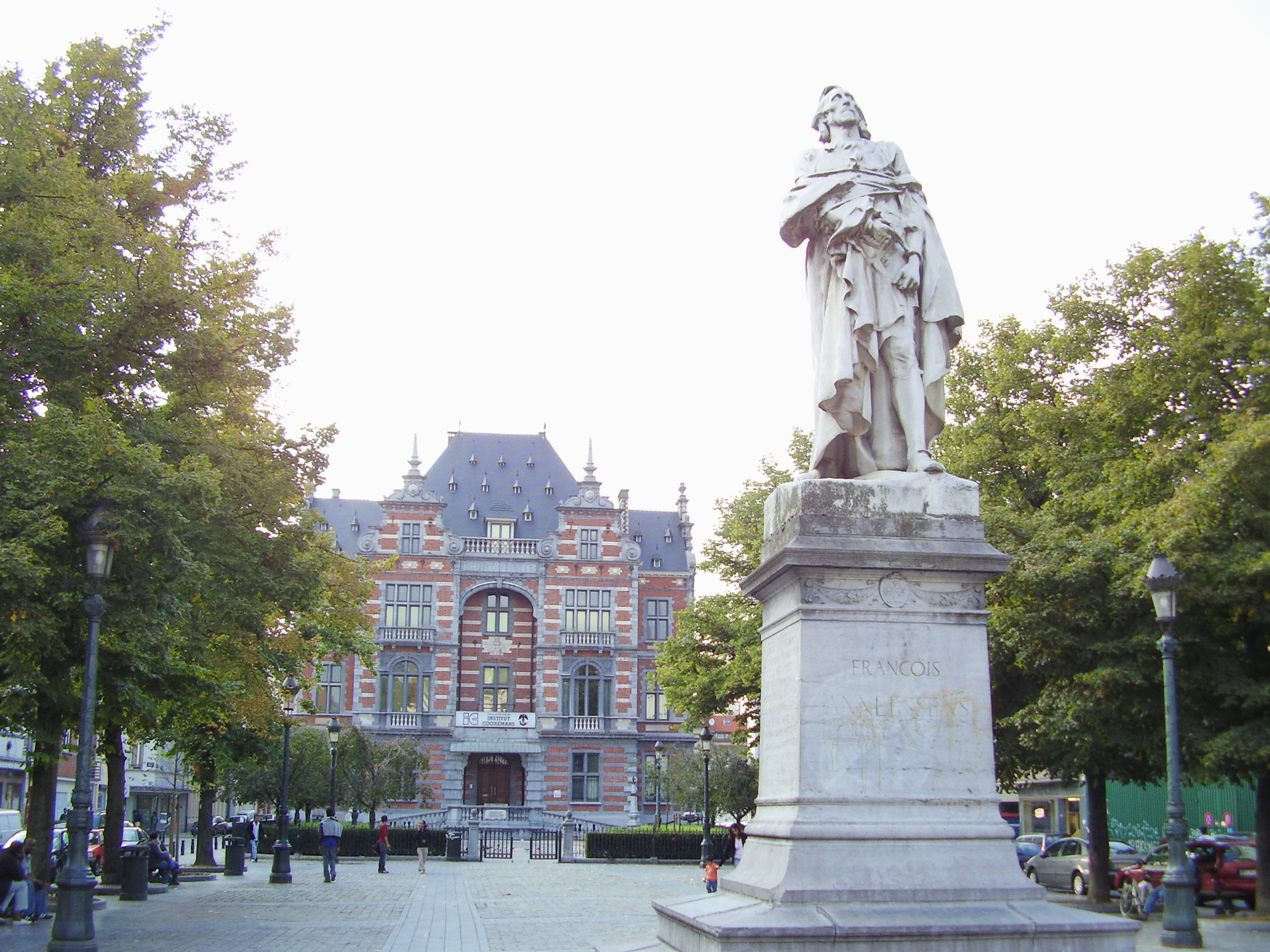
Place Anneessens

## Soulèvement de 1717
Au début de l'année suivante, des troubles éclatent dans plusieurs villes dont Gand et Anvers, puis Malines, mais c'est à Bruxelles que les réactions sont les plus fortes. Les Nations, l'ensemble des doyens des 49 métiers de la ville, refusent d'obtempérer aux demandes d'impôts adressées aux États de Brabant. Les doyens, conduits par François Anneessens, s'appuient sur des documents faisant état des privilèges de la ville, dont une déclaration datée de 1481 qui défend d'obéir aux ordres contraires à ces mêmes privilèges.
Des émeutes ont lieu, le marquis recule tout d'abord devant leur intensité, ce qui a pour effet d'enhardir la population la plus misérable qui se livre au pillage. Grâce à des renforts de troupe et au soutien d'une partie de la bourgeoisie qui a pris peur face à l'insurrection, les troupes impériales reprennent le contrôle de la ville. La répression est dure, de nombreuses personnes sont arrêtées et expulsées, certaines marquées aux fers, des pillards sont pendus. Les doyens sont contraints de payer l'impôt. En mars 1719, plusieurs d'entre eux sont arrêtés et bannis après confiscation de leurs biens. François Anneessens est enfermé dans la tour d'Angle, vestige de la première enceinte de la ville, qu'on désigne depuis également sous le nom de tour Anneessens.
Même après sa condamnation, Anneessens continue de proclamer son innocence. Il est décapité sur la Grand-Place, le 19 septembre 1719, à quelques mètres du no 19, maison de la Corporation des Quatre Couronnés dont il était le doyen.
Quelque temps plus tard, le marquis de Prié écrit au prince Eugène de Savoie : « Tout le monde convient que le respect et l'obéissance n'ont jamais été dans cette ville au point qu'ils le sont présentement. Le calme règne de même dans toutes les autres villes du pays, où la populace se tient fort en repos, et n'a fait le moindre mouvement après qu'elle a été intimidée par cette exécution. Ainsi l'on peut dire que cette même ville, qui a donné le scandale, a servi aussi d'exemple à tout le pays, qui profitera beaucoup dans la suite pour le service de Sa Majesté, et pour établir d'autant plus l'autorité du gouvernement ».
Anneessens est inhumé dans l'église Notre-Dame de la Chapelle.

## Vie familiale
François Anneessens fut baptisé à Bruxelles, à l'église Sainte-Catherine le 25 février 1660. Il était le fils de Josse Aneessens ou Anneessens voire Agneessens, etc., et de Catherine Van Hautem ou Van Hautem, qui s'étaient mariés à Bruxelles, paroisse Sainte-Catherine en 1659. 
François Anneessens épousa en premières noces à Bruxelles, paroisse Saint-Géry, le 18 février 1681 Jeanne-Marie Eydelet, en secondes noces le 8 mars 1687 à Bruxelles, paroisse Notre-Dame de la Chapelle, Florence Gilson, décédée à Bruxelles le 7 décembre 1702, et en troisièmes noces, à Bruxelles, paroisse Sainte-Gudule, le 17 novembre 1703 Françoise Govaerts.
Son fils, Jean-André (1687-1769), deviendra architecte de la cour de Marie-Élisabeth d'Autriche, gouvernante générale des Pays-Bas du Sud de 1725 à 1741. Il reconstruira la façade principale du palais des Princes-Évêques de Liège après l'incendie de 1734.

## Anneessens, héros patriotique
Au XIXe siècle, la Belgique, devenue un État indépendant, fait de François Anneessens un héros patriotique. On le présente comme un résistant face au despotisme autrichien au même titre que les comtes d'Egmont et de Hornes, décapités pour avoir défendu, eux aussi, les droits et les privilèges de leur pays contre le despotisme espagnol. Des livres sont publiés qui décrivent la noblesse et la dignité du personnage devant la mort. On lui prête une attitude héroïque, refusant de demander pardon à ses juges : « Jamais ! Je meurs innocent ! Que ma mort expie mes péchés et puisse être utile à mon pays ! ».
Une plaque commémorative est placée dans la chapelle du Saint-Sacrement où il est inhumé, laquelle rappelle qu'il fut décapité pour avoir défendu nos libertés communales.
Son nom est donné à une rue de la ville, ainsi qu'à l'ancienne place du Vieux Marché, lequel est transféré place du Jeu de Balle dans les Marolles. On y érige un monument, œuvre du sculpteur Thomas Vinçotte (1889) qui représente Anneessens debout devant ses juges, les mains liées, écoutant le jugement qui le condamne à la mort.